# Saint-Genou
Pour les articles homonymes, voir Genou (homonymie).
Ne doit pas être confondu avec Saint Genou.
Saint-Genou () est une commune française située dans le département de l'Indre, en région Centre-Val de Loire.

## Géographie

### Localisation
La commune est située dans l'ouest du département, dans la région naturelle du Boischaut Nord.
Les communes limitrophes sont : Palluau-sur-Indre (3 km), Villegouin (5 km), Arpheuilles (6 km), Buzançais (8 km) et Sainte-Gemme (8 km).
Les communes chefs-lieux et préfectorales sont : Buzançais (8 km), Châteauroux (30 km), Le Blanc (39 km), Issoudun (49 km) et La Châtre (63 km).

### Hameaux et lieux-dits
Les hameaux et lieux-dits de la commune sont : Chanteloche, la Brigaudière, le Coignon, le Grand Vindour, le Petit Vindour et Beaupré.

### Géologie et hydrographie
La commune est classée en zone de sismicité 2, correspondant à une sismicité faible.
Le territoire communal est arrosé par la rivière Indre.

### Climat
Pour des articles plus généraux, voir Climat du Centre-Val de Loire et Climat de l'Indre.
En 2010, le climat de la commune est de type climat océanique dégradé des plaines du Centre et du Nord, selon une étude du CNRS s'appuyant sur une série de données couvrant la période 1971-2000. En 2020, Météo-France publie une typologie des climats de la France métropolitaine dans laquelle la commune est exposée à un climat océanique altéré et est dans la région climatique Centre et contreforts nord du Massif Central, caractérisée par un air sec en été et un bon ensoleillement.
Pour la période 1971-2000, la température annuelle moyenne est de 11,6 °C, avec une amplitude thermique annuelle de 14,7 °C. Le cumul annuel moyen de précipitations est de 726 mm, avec 11 jours de précipitations en janvier et 6,9 jours en juillet. Pour la période 1991-2020, la température moyenne annuelle observée sur la station météorologique de Météo-France la plus proche, sur la commune de Pellevoisin à 8 km à vol d'oiseau, est de 12,4 °C et le cumul annuel moyen de précipitations est de 798,0 mm,. Pour l'avenir, les paramètres climatiques de la commune estimés pour 2050 selon différents scénarios d'émission de gaz à effet de serre sont consultables sur un site dédié publié par Météo-France en novembre 2022.

### Voies de communication et transports
Le territoire communal est desservi par les routes départementales : 63, 63B, 63D, 64 et 943.
La ligne de Joué-lès-Tours à Châteauroux passe par le territoire communal, une gare (Palluau - Saint-Genou) desservait la commune. La gare ferroviaire la plus proche est la gare de Châteauroux, à 34 km.
Saint-Genou est desservie par la ligne 2.4 du réseau d'autocars TER Centre-Val de Loire.
L'aéroport le plus proche est l'aéroport de Châteauroux-Centre, à 35 km.
Le territoire communal est traversé par le sentier de grande randonnée 46.

## Urbanisme

### Typologie
Au 1er janvier 2024, Saint-Genou est catégorisée bourg rural, selon la nouvelle grille communale de densité à sept niveaux définie par l'Insee en 2022.
Elle est située hors unité urbaine. Par ailleurs la commune fait partie de l'aire d'attraction de Châteauroux, dont elle est une commune de la couronne,. Cette aire, qui regroupe 71 communes, est catégorisée dans les aires de 50 000 à moins de 200 000 habitants,.

### Occupation des sols
L'occupation des sols de la commune, telle qu'elle ressort de la base de données européenne d’occupation biophysique des sols Corine Land Cover (CLC), est marquée par l'importance des territoires agricoles (82,8 % en 2018), en diminution par rapport à 1990 (87,3 %). La répartition détaillée en 2018 est la suivante : 
terres arables (40,9 %), prairies (21,6 %), zones agricoles hétérogènes (20,3 %), forêts (9,9 %), eaux continentales (4,3 %), zones urbanisées (3 %). L'évolution de l’occupation des sols de la commune et de ses infrastructures peut être observée sur les différentes représentations cartographiques du territoire : la carte de Cassini (XVIIIe siècle), la carte d'état-major (1820-1866) et les cartes ou photos aériennes de l'IGN pour la période actuelle (1950 à aujourd'hui).

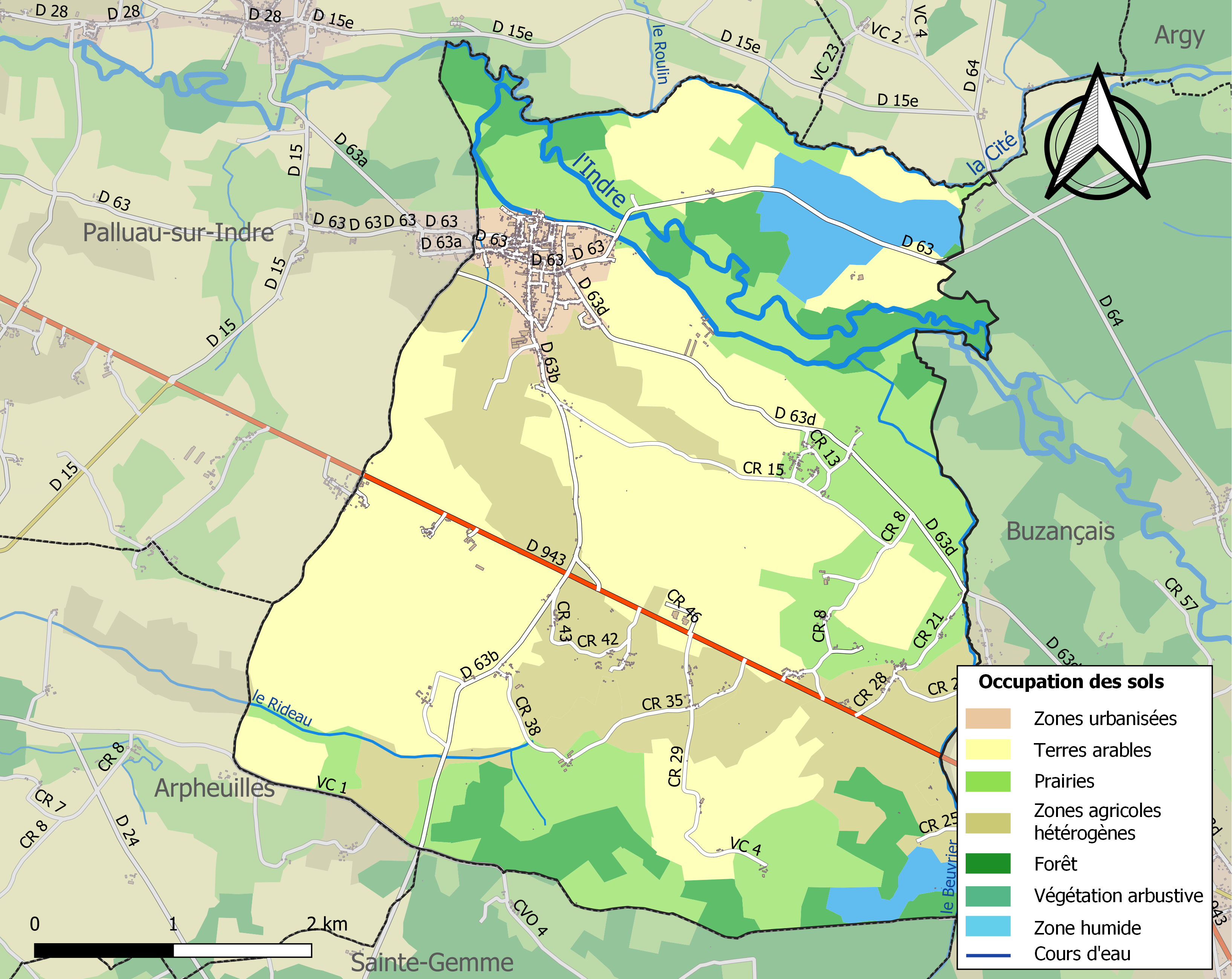
Carte des infrastructures et de l'occupation des sols de la commune en 2018 (CLC).

### Logement
Le tableau ci-dessous présente le détail du secteur des logements de la commune :
| Date du relevé                                              | 2013   |
| Nombre total de logements                                   | 581    |
| Résidences principales                                      | 78,5 % |
| Résidences secondaires                                      | 15,2 % |
| Logements vacants                                           | 6,4 %  |
| Part des ménages propriétaires de leur résidence principale | 76,3 % |

### Risques majeurs
Le territoire de la commune de Saint-Genou est vulnérable à différents aléas naturels : météorologiques (tempête, orage, neige, grand froid, canicule ou sécheresse), inondations, feux de forêts et séisme (sismicité faible). Un site publié par le BRGM permet d'évaluer simplement et rapidement les risques d'un bien localisé soit par son adresse soit par le numéro de sa parcelle.
Certaines parties du territoire communal sont susceptibles d’être affectées par le risque d’inondation par débordement de cours d'eau, notamment la Cité et l'Indre. La commune a été reconnue en état de catastrophe naturelle au titre des dommages causés par les inondations et coulées de boue survenues en 1982, 1999 et 2016,.
Pour anticiper une remontée des risques de feux de forêt et de végétation vers le nord de la France en lien avec le dérèglement climatique, les services de l’État en région Centre-Val de Loire (DREAL, DRAAF, DDT) avec les SDIS ont réalisé en 2021 un atlas régional du risque de feux de forêt, permettant d’améliorer la connaissance sur les massifs les plus exposés. La commune, étant pour partie dans les massifs de Brenne et d'Argy, est classée au niveau de risque 1, sur une échelle qui en comporte quatre (1 étant le niveau maximal).

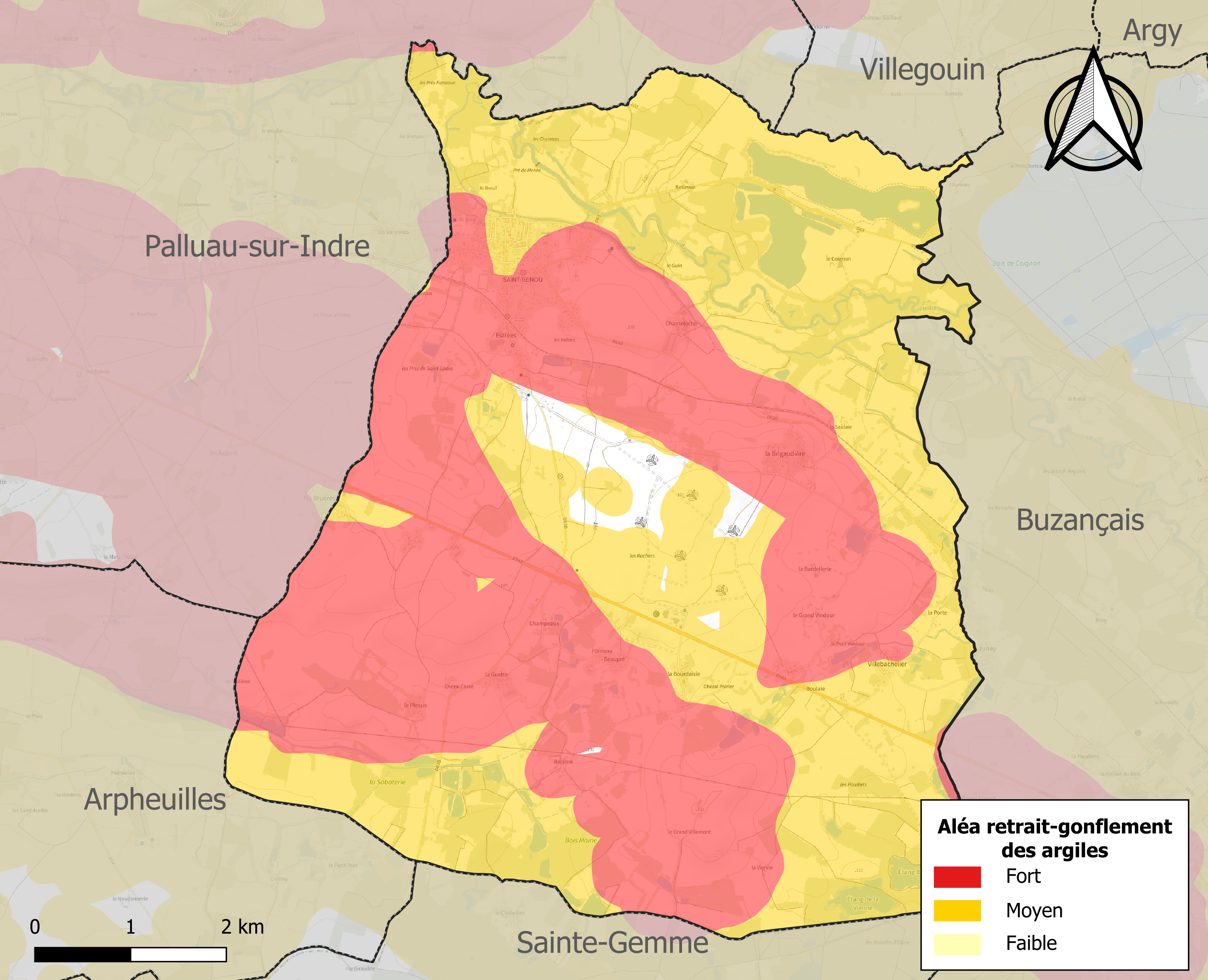
Carte des zones d'aléa retrait-gonflement des sols argileux de Saint-Genou.

Le retrait-gonflement des sols argileux est susceptible d'engendrer des dommages importants aux bâtiments en cas d’alternance de périodes de sécheresse et de pluie. 97,5 % de la superficie communale est en aléa moyen ou fort (84,7 % au niveau départemental et 48,5 % au niveau national). Sur les 574 bâtiments dénombrés sur la commune en 2019, 564 sont en aléa moyen ou fort, soit 98 %, à comparer aux 86 % au niveau départemental et 54 % au niveau national. Une cartographie de l'exposition du territoire national au retrait gonflement des sols argileux est disponible sur le site du BRGM,.
Concernant les mouvements de terrains, la commune a été reconnue en état de catastrophe naturelle au titre des dommages causés par la sécheresse en 2011 et par des mouvements de terrain en 1999.

## Toponymie
Durant la Révolution française, pour suivre un décret de la Convention (an II), la commune change de nom pour Indreval.
Ses habitants sont appelés les Saint-Genulphiens ou Genulphiens.

## Politique et administration
La commune dépend de l'arrondissement de Châteauroux, du canton de Buzançais, de la première circonscription de l'Indre et de la communauté de communes Val de l'Indre - Brenne.
Elle dispose d'un bureau de poste et d'un centre de première intervention.
| Période   | Période   | Identité        | Étiquette | Qualité  |
| --------- | --------- | --------------- | --------- | -------- |
| mars 1995 | 2006      | Bernard Janvier | ?         | ?        |
| 2006      | mars 2014 | Gilbert Gaulué  | DVD       | Retraité |
| mars 2014 | En cours  | Roger Chevreton | DVD       | Retraité |

## Population et société

### Démographie
L'évolution du nombre d'habitants est connue à travers les recensements de la population effectués dans la commune depuis 1793. Pour les communes de moins de 10 000 habitants, une enquête de recensement portant sur toute la population est réalisée tous les cinq ans, les populations de référence des années intermédiaires étant quant à elles estimées par interpolation ou extrapolation. Pour la commune, le premier recensement exhaustif entrant dans le cadre du nouveau dispositif a été réalisé en 2004.

En 2022, la commune comptait 939 habitants, en évolution de −4,38 % par rapport à 2016 (Indre : −3 %, France hors Mayotte : +2,11 %).
| 1793 | 1800 | 1806 | 1821 | 1831  | 1836  | 1841 | 1846  | 1851  |
| ---- | ---- | ---- | ---- | ----- | ----- | ---- | ----- | ----- |
| 938  | 824  | 887  | 974  | 1 014 | 1 014 | 935  | 1 040 | 1 074 |

| 1856  | 1861  | 1866  | 1872  | 1876  | 1881  | 1886  | 1891  | 1896  |
| ----- | ----- | ----- | ----- | ----- | ----- | ----- | ----- | ----- |
| 1 241 | 1 171 | 1 226 | 1 247 | 1 251 | 1 168 | 1 264 | 1 317 | 1 379 |

| 1901  | 1906  | 1911  | 1921  | 1926  | 1931  | 1936  | 1946  | 1954  |
| ----- | ----- | ----- | ----- | ----- | ----- | ----- | ----- | ----- |
| 1 500 | 1 489 | 1 428 | 1 283 | 1 272 | 1 387 | 1 528 | 1 359 | 1 479 |

| 1962  | 1968  | 1975  | 1982  | 1990  | 1999  | 2004 | 2006 | 2009  |
| ----- | ----- | ----- | ----- | ----- | ----- | ---- | ---- | ----- |
| 1 417 | 1 290 | 1 205 | 1 101 | 1 065 | 1 039 | 987  | 989  | 1 025 |

| 2014 | 2019 | 2022 | - | - | - | - | - | - |
| ---- | ---- | ---- | - | - | - | - | - | - |
| 988  | 950  | 939  | - | - | - | - | - | - |

### Enseignement
La commune dépend de la circonscription académique du Blanc.

### Sports
Un site de baignade surveillé est présent dans la commune.

### Médias
La commune est couverte par les médias suivants : La Nouvelle République du Centre-Ouest, Le Berry républicain, L'Écho - La Marseillaise, La Bouinotte, Le Petit Berrichon, France 3 Centre-Val de Loire, Berry Issoudun Première, Vibration, Forum, France Bleu Berry et RCF en Berry.

### Cultes
Alphonse Jacquet, né à Bourges le 19 mars 1894 (décédé à Issoudun le 24 novembre 1978, inhumé à Saint-Genou), a été curé de Saint-Genou du 12 septembre 1941 jusqu'au 27 juin 1970.

## Économie
La commune se situe dans la zone d’emploi de Châteauroux et dans le bassin de vie de Buzançais.
La commune se trouve dans l'aire géographique et dans la zone de production du lait, de fabrication et d'affinage des fromages Valençay et Sainte-maure-de-touraine.
La commune a possédé jusqu'à 7 usines de fabrication de porcelaine. Jusqu'à huit cents personnes y travaillaient. Une époque révolue depuis 1999, date de la fermeture de la dernière usine.

## Culture locale et patrimoine

### Lieux et monuments
- Abbaye Saint-Genou
- Monument aux morts
- Musée de la porcelaine Charles-Robin
- Lanterne des Morts d'Estrées, classée monument historique en 1862.
- Polissoir fixe de Saint-Genou : imposant polissoir préhistorique trouvé sur les bords du ruisseau d'Estrées, au bourg. Il a d'abord été transporté dans la cour d'une porcelainerie proche, puis offert par le propriétaire M. Philippe Chapu au préhistorien M. Gérard Cordier qui en prit possession en 1962. Ce dernier en fit don au Musée du Berry, à Bourges (département du Cher), où il peut être vu dans la cour arrière, côté Palais de Justice. A noter, le musée Bertrand, musée d'histoire et d'archéologie de Châteauroux (Indre), possède déjà deux grands polissoirs fixes qui sont posés dans la cour d'honneur.

### Personnalités liées à la commune
- Michel Denisot (1945-), journaliste, producteur, animateur de télévision et dirigeant de télévision.

## Héraldique
| Blason de Saint-Genou | Blason  | D'azur à deux burelles d'or accompagnées de six besants d'argent 3, 2 et 1. |
| Blason de Saint-Genou | Détails | Le statut officiel du blason reste à déterminer.                            |